# 2S-Bahn
Die 2S-Bahn, auch Zweiseilumlaufbahn genannt, ist eine Gondelbahn, deren Fahrzeuge an einem Tragseil hängen und von einem Zugseil bewegt werden.

## Geschichte

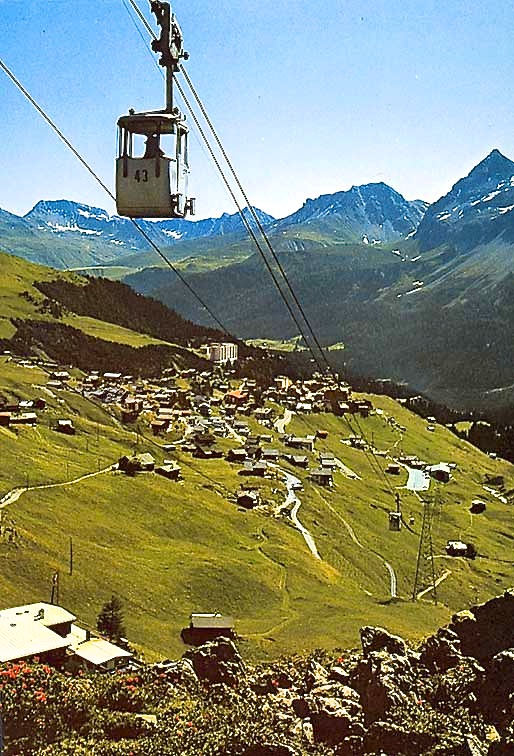
System Wallmannsberger (Arosa–Hörnli, 1963–1987)

Die Umlaufseilbahnen der ersten Generation (v. a. Materialseilbahnen) wurden meist in dieser Betriebsart errichtet, da die Seiltechnik damals noch nicht so weit fortgeschritten war, Gleichschlagseile mit guten Trageeigenschaften zu bauen. Ihre Ursprünge gehen zurück auf die Zweiseil-Materialseilbahnen, die von Adolf Bleichert ab 1872 eingeführt und als deutsches System bekannt wurden. In Österreich wurde die Materialseilbahntype von Bleichert von Georg Wallmannsberger weiterentwickelt. Mit seinem Seilbahnsystem Wallmannsberger wurden ab den 1950er Jahren verschiedene Anlagen erstellt. Mit zunehmender Leistungsfähigkeit der Seile geriet diese Bauart jedoch aus der Mode, da Einseil-Umlaufbahnen einfacher und billiger zu bauen waren. Der Bedarf nach höheren Förderleistungen führte wieder zum vermehrten Einsatz von modernen 2S-Bahnen.

## Beschreibung

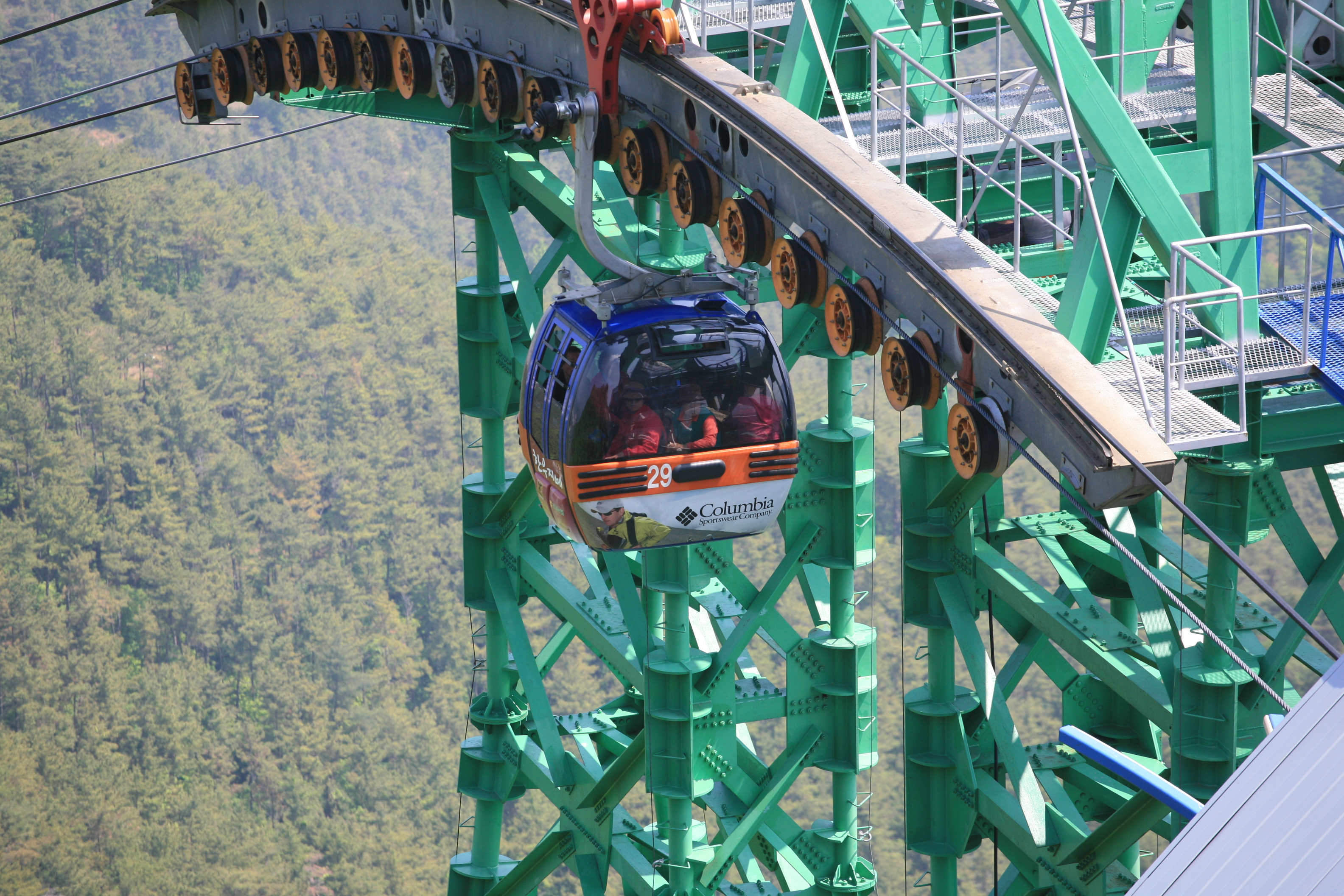
Fahrt einer 2S-Bahn über eine Seilbahnstütze

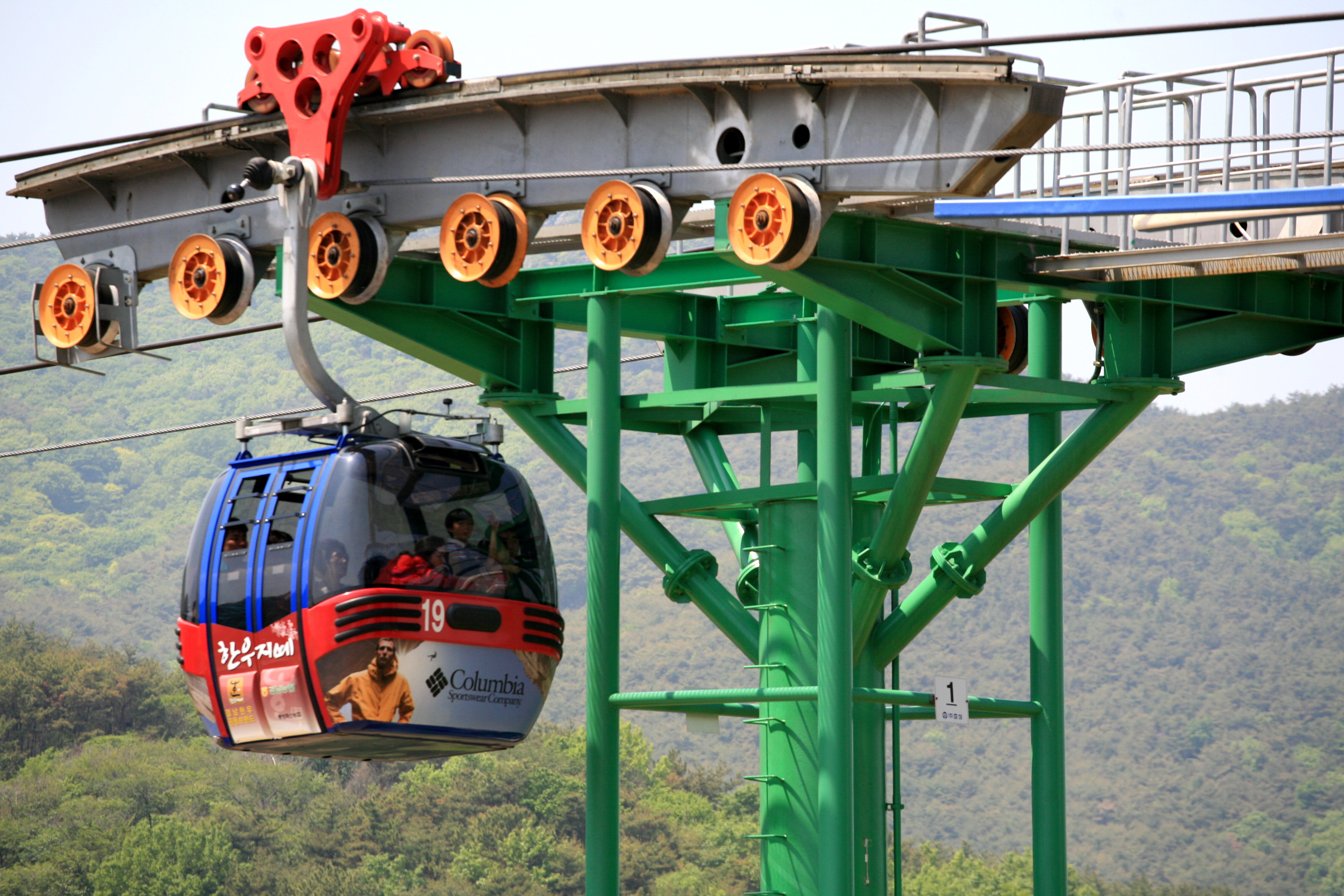
Gondel einer 2S-Bahn an einer Seilbahnstütze

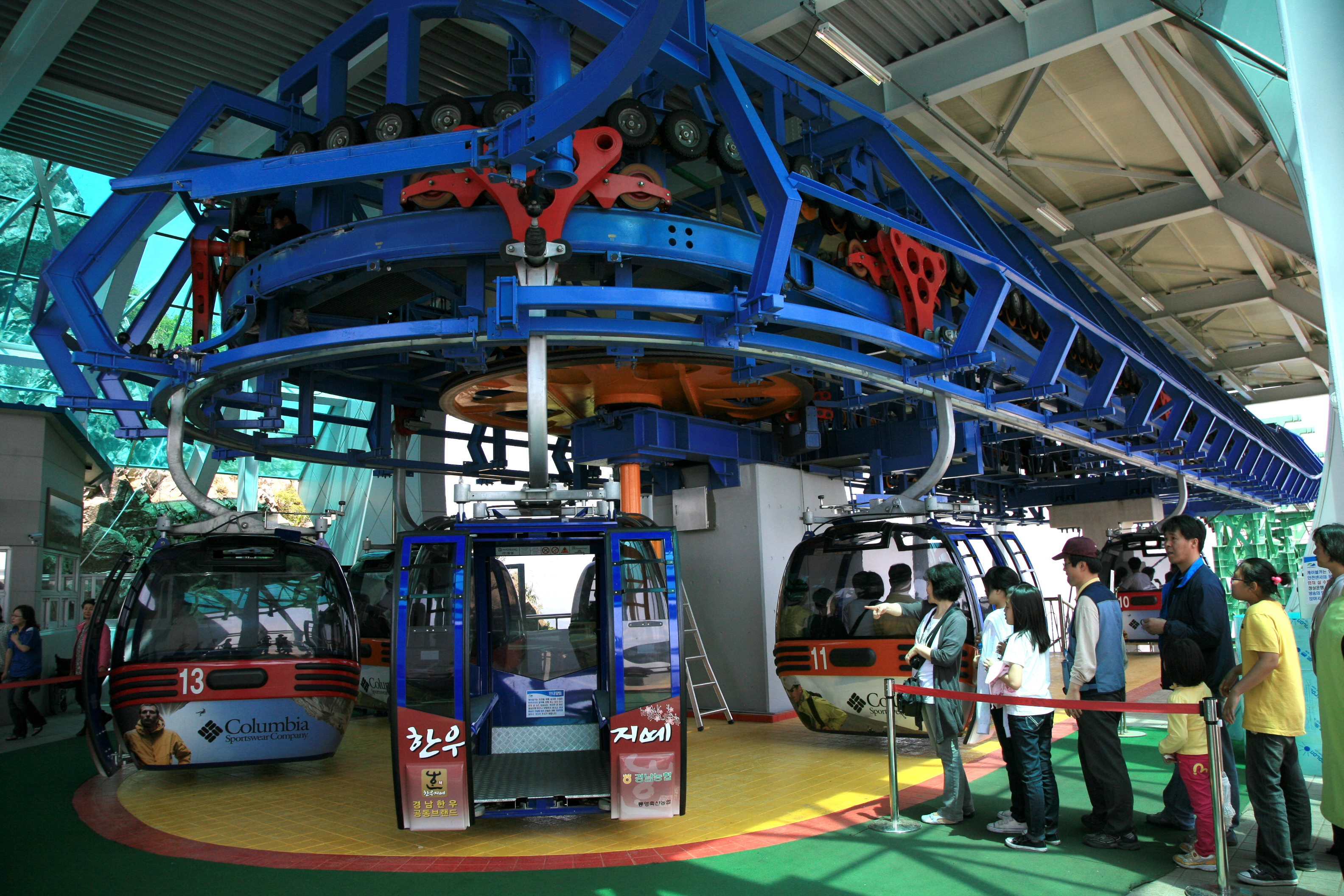
Gondeln an der Hängeschiene einer Talstation

Die 2S-Bahn verbindet Elemente der Pendelseilbahn und der Umlaufseilbahn. Sie hat zwei Fahrspuren mit jeweils einem Tragseil, das in der einen Station fest verankert ist und in der anderen durch Spanngewichte oder hydraulische Spannvorrichtungen in einer gleichbleibenden Spannung gehalten wird. An einer Seilbahnstütze liegt das Tragseil, wie bei einer Pendelseilbahn, in einer gefetteten Rille auf dem Tragseilsattel auf, in der es zum Ausgleich von Gewichts- und Temperaturänderungen hin- und herrutschen kann. Das Zugseil ist, wie bei einer Gondelbahn, in einer umlaufenden Schlaufe endlos gespleißt und bewegt sich ohne Unterbrechung immer in die gleiche Richtung. An den Seilbahnstützen läuft es über Rollenbatterien, die je nach Stützenbauart unterhalb des Tragseilsattels (beispielsweise bei Kuppengerüsten) oder auch weiter unterhalb angebracht sind, sodass sie von der Gondel überfahren werden können. Die Kabinen fahren mit einem meist aus vier Rollen bestehenden Laufwerk auf dem Tragseil und sind mit einer (beispielsweise Eisjochbahn) oder zwei unabhängigen Klemmen (beispielsweise Rendlbahn) am Zugseil betrieblich lösbar befestigt. In den Stationen fahren die Kabinen vom Tragseil auf eine Hängeschiene, werden vom Zugseil entkuppelt und mittels Reifenverzögerer gebremst. Wie bei einer Einseil-Gondelbahn passieren sie an der Stationsschiene den Bahnsteigsbereich. Die Anordnung des Bahnsteigbereiches ist je nach Anlage verschieden. Anschließend werden sie wieder beschleunigt, auf das Tragseil der Gegenrichtung gefahren und an der Kuppelstelle mit dem Zugseil gekuppelt, das während des ganzen Vorgangs mit gleichbleibender Geschwindigkeit um die Umlenkscheibe in der Station lief. Wichtig ist dabei, dass das Einkuppeln möglichst ruckfrei erfolgt, um das Zugseil zu schonen. Damit dies auch geschieht, wenn die Anlage mit verschiedenen Geschwindigkeiten läuft, wird die Beschleunigung in modernen Anlagen elektronisch geregelt.
Der wichtigste Vorteil gegenüber Einseilumlaufbahnen ist die Möglichkeit zur Realisierung von langen Spannfeldern zwischen den Stützen. So gesehen verbindet eine 2S-Bahn Vorteile einer Pendelseilbahn (lange Spannfelder) und einer Umlaufseilbahn (hohe Förderleistung). Außerdem kann eine 2S-Bahn mit größeren Gondeln und höherer Geschwindigkeit betrieben werden.